# Persecución de la etnia gitana
La historia de la persecución de los gitanos (antiziganismo), especialmente en Europa, es casi tan antigua como la de su presencia. La acogida inicial durante el siglo XV fue relativamente buena si se la compara con su situación en los siglos posteriores. Los gitanos fueron recibidos con curiosidad e incluso con respeto, y algunos príncipes y señores ofrecían escolta a sus comitivas, que se presentaban como peregrinos cristianos. Sin embargo, el desencuentro con las comunidades receptoras era casi total al comenzar el siglo XVI. Para entonces ya habían sido expulsados o perseguidos en casi toda Europa.

## Historia
La documentación histórica conservada recoge una larga serie de expulsiones en cadena prácticamente desde su misma llegada. El 8 de septiembre de 1427 son expulsados de Pontoise y finalmente de París en 1439, de toda Suiza en 1471, de toda Alemania en 1500 y de Inglaterra bajo pena de muerte en 1514. En 1540 de Bélgica, también bajo pena de muerte. Para entonces, tanto en España como en Francia ya se les envía a galeras. En el siglo XVII, Portugal los deporta a América. En Hungría y Rumanía fueron sencillamente esclavizados.
El número de leyes, pragmáticas, decretos, reglamentos y medidas de excepción específicas contra los gitanos en todos los lugares donde habitaron y habitan es tal que sería imposible enumerarlas. Solamente en España se promulgaron, desde el año 1499, más de 280 pragmáticas contra el pueblo gitano. Lo mismo ocurrió en los restantes países. A título de ejemplo, en el tardío año de 1998 se derogó la última ley que en el estado de Nueva Jersey (Estados Unidos) “contemplaba vigilancia especial sobre la población gitana”.

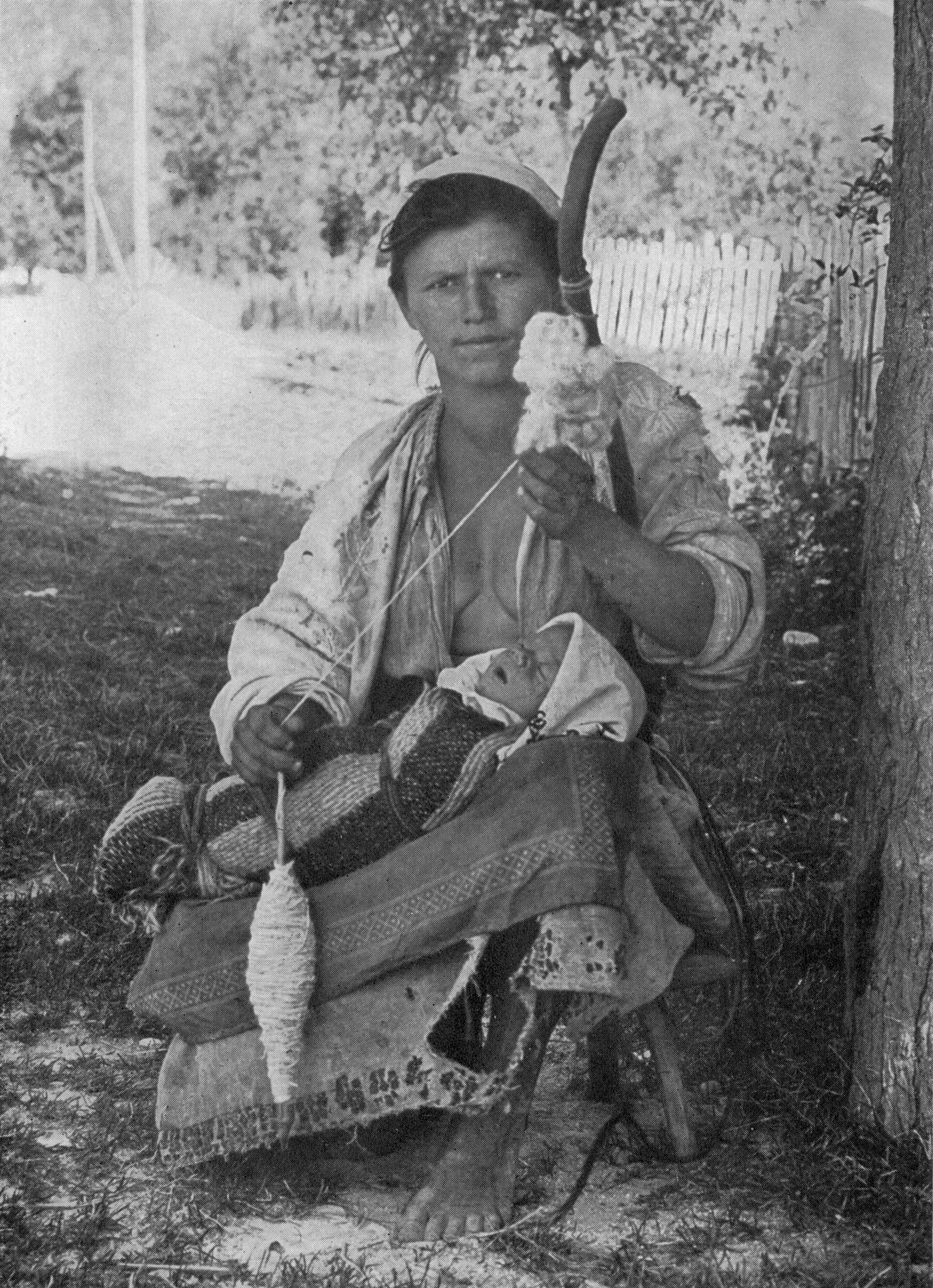
Mujer gitana de Hungría y su hijo, en una publicación de National Geographic de 1917.

Sin embargo, cabe señalar que la multiplicación de medidas para homogeneizar y asimilar la etnia revela continuamente fracasos. No solamente no desaparecen, ni se “asimilan”, sino que se han extendido de manera constante y además han mantenido con mayor o menor éxito rasgos propios con cierta fidelidad, fenómeno que algunos estudiosos han denominado como de "resistencia étnica".
En agosto de 2010, el Gobierno de Nicolas Sarkozy obliga a desmantelar todos los campamentos ilegales de Francia, la mayoría de ellos, gitanos rumanos. A cambio recibirían una ayuda de 300€ por adulto y 100€ por niño. Esto produjo fuertes reacciones en contra:
- Viviane Reding (comisaría de justicia europea)[5]
- Durao Barroso (presidente de la Comisión Europea)[6]
- Angela Merkel: Sarkozy dice que el gobierno alemán iba a hacer lo mismo, cosa que Merkel negó tajantemente.[7]

### Causas de la persecución
Para entender una causa fundamental y decisiva en la persecución o marginación de los gitanos y de otras minorías étnicas, es necesario echar mano de los procesos de centralización estatal en Europa a partir del siglo XVI, fundamentados en una homogeneización cultural, lingüística y religiosa. Los primeros decretos de expulsión y asimilación en España coincidieron con los de la expulsión de los judíos en 1492 y los de persecución o conversión de los musulmanes españoles.
El historiador Raul Hilberg recuerda que la destrucción de los judíos europeos se incrusta en el mismísimo centro del proyecto de la modernidad europea y del modelo de civilización occidental, Teresa San Román explica la persecución contra los gitanos desde esa misma perspectiva: la construcción de los estados centralistas, primero, y de las identidades nacionales, después.

### Medidas de control
Las formas de represión de las autoridades y de la sociedad han sido muy variadas, desde la simple marginación y criminalización hasta la muerte, pasando por la sedentarización forzosa, la deportación y el destierro, el castigo corporal y la mutilación, la esclavitud, los trabajos forzados en galeras, la prisión o reclusión en barrios, guetos, llamados en España “gitanerías”. Para cada modalidad de persecución, las comunidades gitanas de todo el mundo han generado y siguen generando mecanismos y estrategias específicas de supervivencia, ocultamiento, adaptación o huida.
- Expulsión. Prácticamente todos los estados europeos promulgaron, sin éxito, decretos de expulsión. En España, aunque se barajó en diferentes ocasiones, especialmente tras la expulsión de los moriscos y preparativos de la redada de 1749, nunca se llevó a efecto.

- Deportación. Portugal[10] e Inglaterra[11] utilizaron el traslado forzoso de población gitana hacia sus colonias americanas, lo que contrasta con la política restrictiva de la Corona española, quien prohibió su entrada en sus colonias y ordenó expulsar a todos aquellos que consiguieran acceder a ellas.[12]

- Esclavización. Los gitanos fueron esclavizados en Rumanía y Hungría. La abolición de la esclavitud gitana tuvo lugar en la segunda mitad del siglo XIX. En España, esta medida sólo se dejó entrever para los gitanos reincidentes de la pragmática de 1499, si bien, hasta el momento no hay constancia de que esta práctica se hiciera efectiva.

- Asimilación. La legislación antigitana española, por ejemplo, ha sido por épocas asimilacionista. Carlos III en 1783 nacionaliza a los gitanos mediante una pragmática que declara a los gitanos como ciudadanos españoles y, por lo tanto, el deber y derecho de los niños a la escolarización a los 4 años, libres de fijar su residencia, o de emplearse, trabajar en cualquier actividad, penalizándose a los gremios que impidan la entrada o se opongan a la residencia de los gitanos. Pero a costa de que los gitanos abandonen su realidad étnica, como la forma de vestir, no usar el caló, asentarse y abandonar la vida errante. En esa misma pragmática se ilegalizará la palabra gitano.

- Reclusión. Uno de los más negros y olvidados episodios de la historia de los gitanos españoles fue la Gran Redada o Prisión General de los gitanos de 1749.[13] Durante el reinado de Fernando VI, y mediante un plan urdido en secreto y organizado por el Marqués de la Ensenada, se decidió “prender a todos los gitanos avecindados y vagantes en estos reinos, sin excepción de sexo, estado ni edad, sin reservar refugio alguno a que se hayan acogido”.[14] Fueron detenidos casi todos los gitanos españoles, unos 9.000, los hombres y los niños mayores de 7 años fueron enviados a los arsenales de la marina y las mujeres y los niños pequeños recluidos en las casas de misericordia o en edificios acondicionados por Ensenada a este fin. Sólo serían indultados 14 años después por el rey Carlos III, y algunos no serán liberados hasta 1767.

- Esterilización y abortos forzosos. El gobierno de Suecia reconoció en el Libro Blanco hecho público en marzo de 2014 en el que se detallan los abusos cometidos con los gitanos desde 1900, que entre ellos se encontraba la esterilización y los abortos forzosos, y también arrebatar los niños a sus madres para ingresarlos en orfanatos, al ser considerados los gitanos como grupos indeseables para la sociedad. La esterilización de las mujeres gitanas se justificó por el interés de las políticas de población. "No son revelaciones nuevas. Los gitanos llevan años contándonos estas historias, pero no se les hacía caso. Ahora, simplemente, hemos recopilado los documentos oficiales y los hemos cruzado con testimonios", declara una asesora del Ministerio de Integración sueco.[15]

- Exterminio. En España, en 1749 se puso en práctica un proyecto por el que se pretendía la desaparición de la etnia gitana a través de la prisión y posterior reclusión separada de hombres y mujeres. Programa que hubo de abandonarse sin que se cumplieran tres meses desde su inicio, ante las numerosas protestas y remordimientos de conciencia del rey.[16] Durante la Segunda Guerra Mundial, como otras etnias o minorías, fueron objeto de persecución y discriminación, y miles de ellos murieron en distintos campos de concentración. El número de romaníes europeos asesinados en lo que en lengua romaní se conoce como porraimos ("la devoración") aún se desconoce con certeza, y las cifras oscilan entre 250.000 y 600.000 personas muertas.

## La marginalidad gitana

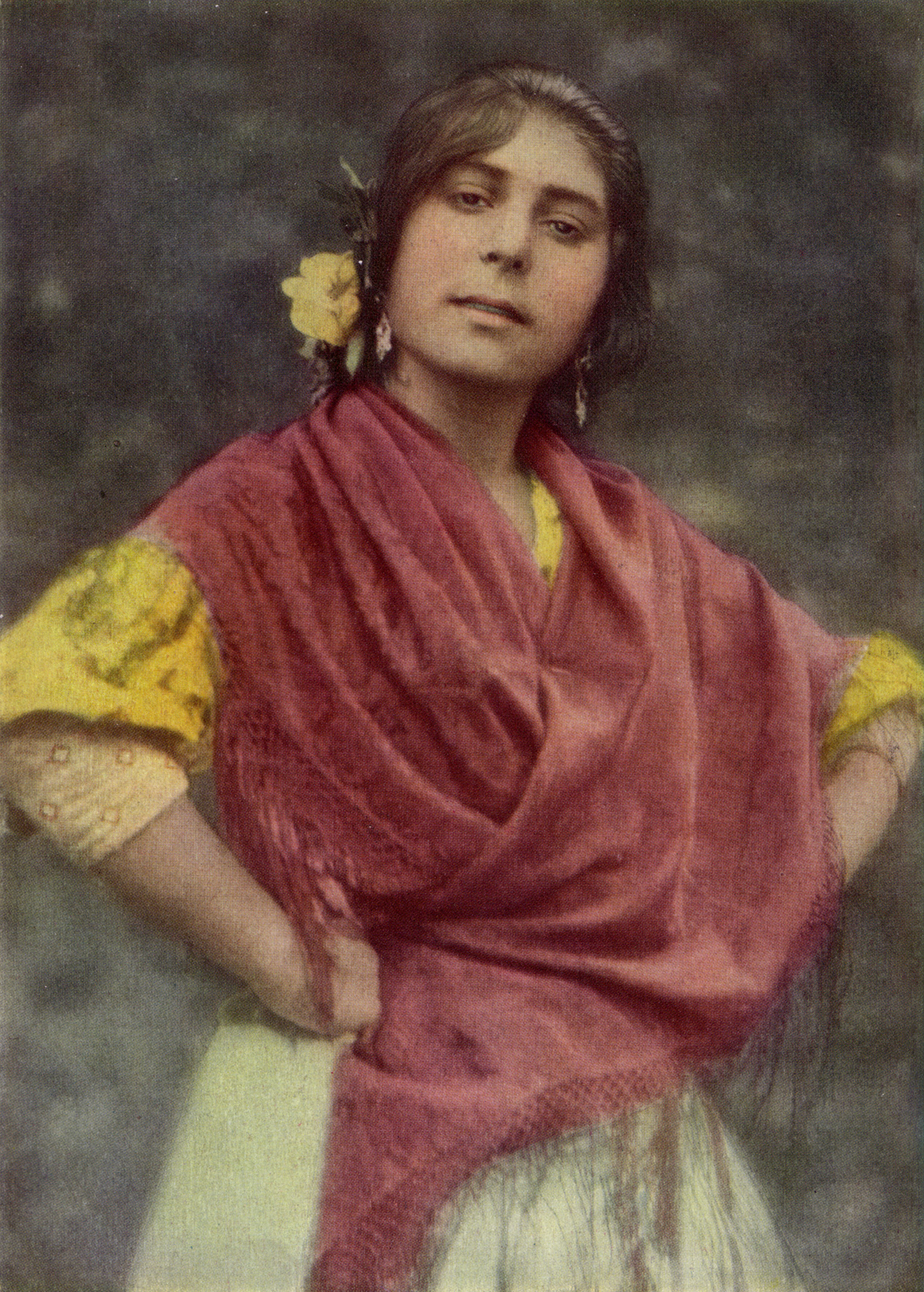
Gitana de Granada, National Geographic Magazine (1917).

La imagen social negativa de esta comunidad es muy clara y mayoritaria, casi prácticamente desde su llegada, como se puede observar en muchos idiomas. En inglés la palabra “gyp” (de “gypsy”, gitano) significa "estafa" o "engaño", y una etimología popular alemana hace creer que “Zigeuner” (gitano) procede de “Ziehende Gauner” (ladrón itinerante). Lo mismo ocurre con el húngaro, donde la creencia popular relaciona “cigány” con la palabra "szegény" (pobre). Incluso en el actual diccionario de la RAE se recoge la siguiente acepción coloquial despectivo para gitano: “Que estafa u obra con engaño”.
Las acusaciones contra los gitanos se repiten de una u otra forma, sin cambiar de manera esencial a lo largo de los siglos. Se les relaciona con la delincuencia y, por ejemplo, al toparse con muchos de ellos en Andalucía durante la Guerra de la independencia española, lord Andrew Thomas Blayney, militar inglés que luchaba en la misma, escribió que:
Estos vagabundos estaban antes protegidos por los nobles, a cambio de que su estilete siempre estuviera al servicio de su patrón para vengar sus heridas, enfrentar a sus enemigos o satisfacer sus celos de un rival
Se les acusa de un conservadurismo extremo; de estar entregados al ocultismo y a las artes paganas, por ejemplo, de robar o forjar los clavos de Cristo, de echar mal de ojo o de ser los importadores del Tarot en Europa; se les acusa de explotación infantil, de raptar niños, de oficios deshonrosos, de vagancia: “una raza indomable, inescrutable, infatigable, inasimilable e inexterminable, tan temida como odiada”.

### Imagen pública
Todos estos aspectos negativos han sido recogidos y fomentados en muy diversos medios.
La literatura ha contribuido a recoger y engrandecer el mito de la personalidad gitana. Cervantes escribe en su novela La Gitanilla:

Parece que los gitanos y gitanas solamente nacieron en el mundo para ser ladrones: nacen de padres ladrones, críanse con ladrones, estudian para ladrones y, finalmente, salen con ser ladrones corrientes y molientes a todo ruedo, y las ganas del hurtar y el hurtar son en ellos como accidentes inseparables, que no se quitan sino con la muerte.

Algunas administraciones estatales o locales también han apuntado en la misma dirección:

el gitano, que con la mayor naturalidad muestra un absoluto ´pasotismo´ ante la ley escrita, que incide en una situación de clandestinidad e ilegalidad, al tiempo que conlleva un grado de delincuencia ´cuasi´ permanente, por la incitación al robo y al hurto... No es menos cierto, que en algunos casos, de tímidos intentos de integración en diversas áreas, los miembros de la comunidad gitana, casi siempre lo hicieron de una forma diferente a lo exigido por los principios más elementales de esta ética social.

Incluso la criminología, una disciplina en principio exenta de valores, redunda en los mismos tópicos. Cesare Lombroso, padre del positivismo criminológico, afirmaba que los gitanos son "la imagen viva de una raza entera de delincuentes que reproducen todas las pasiones y vicios". Y un documento de la administración penitenciaria española del año 1951 decía:

Yo hablo aquí del gitano errante y ladrón, enemigo de la propiedad; de ese gitano que se cree en el derecho de desvalijar. El otro gitano, el gitano emancipado, el gitano elevado a la jerarquía de ciudadano por haber entrado dentro de la ley, este gitano ya no es gitano, ha perdido su gitanería.

En consonancia con todo esto, se han aprobado leyes diseñadas para reforzar el tópico más que a un fin o una solución a los propios problemas de marginalidad y pobreza. En España debido a la política xenófoba de la dictadura franquista figuró en el reglamento hasta 1978 (final de la dictadura) de la Guardia Civil los siguientes artículos:

- Artículo 4. Se vigilará escrupulosamente a los gitanos, cuidando mucho de reconocer todos los documentos que tengan, confrontar sus señas particulares, observar sus trajes, averiguar su modo de vida y cuanto conduzca a formar una idea exacta de sus movimientos y ocupaciones, indagando el punto al que se dirigen en sus viajes y el objeto de ellos.
- Artículo 5. Como esta clase de gente no tiene por lo general residencia fija, se traslada con mucha frecuencia de un lugar a otro, en los que son desconocidos, conviene tomar en ellos todas las noticias necesarias para impedir que cometan robos de caballería o de otra especie.
- Artículo 6. Está mandado que los gitanos y chalanes lleven, además de su cédula personal, la Patente de Hacienda que les autorice para ejercer la industria de tratante de caballerías. Por cada una de éstas llevarán una guía con la clase, procedencia, edad, hierro y señas, la cual se entregará al comprador (...) Los que no vayan provistos de estos documentos o, los que de su examen o comprobación resulte que no están en regla, serán detenidos por la Guardia Civil y puestos a disposición de la Autoridad competente como infractores de la Ley.

Como muestran algunos estudios, la etiquetación o encasillamiento (conocido en criminología como criminalización) ha sido en todos los países el primer paso para desacreditar a la comunidad gitana con objeto de legitimar su marginación y su persecución:

(La pobreza y la exclusión) inciden en la representación social que tiende a asociar "lo gitano" con los peores rasgos de la marginalidad (drogas, delincuencia), perjudicando gravísimamente a muchos de ellos y a las familias que, aún estando en niveles de precariedad social, nunca han realizado actos delictivos de ningún orden.

Los modernos estudios gitanológicos han desvelado este proceso de criminalización y han denunciado “lo habitual que resulta este fenómeno en todos los países, que lleva a la gente a afirmar que el estereotipo "por algo será", es decir, que seguramente tenga alguna base real. Sin embargo, estas mismas personas nunca afirmarían que el antisemitismo, que tomaba formas muy parecidas en los diversos países del mundo, es el resultado de las propias actitudes de los judíos".
Se denuncia así que la criminalidad entre los gitanos no es una causa de su exclusión, sino una consecuencia, así como “la existencia de prejuicios arraigados y de una profunda discriminación hacia la comunidad gitana en nuestra sociedad… (y) …la negación de la importancia y gravedad de estos prejuicios, aún más cuando se trata de reconocer los nuestros personales”